# Wereldkampioenschap voetbal 2018 (Groep B) Iran - Spanje
Dit artikel gaat over de wedstrijd in de groepsfase in groep B tussen Iran en Spaans die gespeeld werd op woensdag 20 juni 2018 tijdens het wereldkampioenschap voetbal 2018. Het duel was de 26e wedstrijd van het toernooi.

## Voorafgaand aan de wedstrijd
- Iran stond bij aanvang van het toernooi op de 37e plaats van de FIFA-wereldranglijst.[1]
- Spanje staat bij aanvang van het toernooi op de 10e plaats van de FIFA-wereldranglijst.[2]
- De confrontatie tussen de nationale elftallen van Iran en Spanje vond nog nooit eerder plaats.[3]
- Het duel vindt plaats in de Kazan Arena in Kazan. Dit stadion werd in 2013 geopend en heeft een capaciteit van 45.105.

## Wedstrijdgegevens[4]
| Datum                | 20 juni 2018                                                                                                   | 20 juni 2018                                                                                                   |
| Wedstrijdnummer      | 26 | 26 |
| Stadion              | Kazan Arena, Kazan                                                                                             | Kazan Arena, Kazan                                                                                             |
| Toeschouwers         | 42.718 | 42.718 |
| Scheidsrechter       | Andrés Cunha                                                                                                   | Andrés Cunha                                                                                                   |
| Assistenten          | Nicolas Taran Mauricio Espinosa                                                                                | Nicolas Taran Mauricio Espinosa                                                                                |
| Vierde official      | Julio Bascuñán                                                                                                 | Julio Bascuñán                                                                                                 |
| Videoscheidsrechters | Mauro Vigliano Alexander Guzman (assistent) Wilton Pereira Sampaio (assistent) Massimiliano Irrati (assistent) | Mauro Vigliano Alexander Guzman (assistent) Wilton Pereira Sampaio (assistent) Massimiliano Irrati (assistent) |
| Man van de wedstrijd | Diego Costa | Diego Costa |
|                      | Iran | Spanje |
| Doelpunten           | 0 | 1 |
| Gele kaarten         | 2 | 0 |
| Rode kaarten         | 0 | 0 |
| Wissels              | 3 | 3 |
| Schoten op doel      | 0 | 11 |
| Schoten naast doel   | 5 | 6 |
| Overtredingen        | 14 | 14 |
| Hoekschoppen         | 2 | 6 |
| Buitenspel           | 2 | 1 |
| Vrije trappen        | 15 | 16 |
| Balbezit (%)         | 30 | 70 |

| Iran | 0 – 1        | Spanje |
| | goals        | 54' Diego Costa |
| Carlos Queiroz | bondscoach   | Fernando Hierro |
| Alireza Beiranvand Ramin Rezaeian Morteza Pouraliganji Majid Hosseini Ehsan Hajsafi 69' Mehdi Taremi Omid Ebrahimi Saeid Ezatolahi Vahid Amiri 86' Karim Ansarifard 74' Sardar Azmoun | opstellingen | David de Gea Daniel Carvajal Gerard Piqué Sergio Ramos Jordi Alba David Silva Sergio Busquets 71' Andrés Iniesta 80' Lucas Vázquez 89' Diego Costa Isco |
| Milad Mohammadi 69' Alireza Jahanbakhsh 74' Saman Ghoddos 86' | wissels      | 71' Koke 80' Marco Asensio 89' Rodrigo |
| Vahid Amiri 79' Omid Ebrahimi 90+2' | gele kaarten | |
| | rode kaarten | |